# Protosuchia
Los protosuquios (Protosuchia) son un suborden de arcosaurios cocodrilomorfos cocodriliformes que vivieron desde finales del período Triásico al Cretácico. Eran cocodrilos de alrededor de un metro de largo y de hábitos terrestres. En casi todos los análisis cladisticos  es claramente un clado bastante diverso de cocodrilomorfos pequeños más estrechamente vinculados a Protosuchus richardsoni. 

## Descripción
Los protosuquios eran formas terrestres. Se caracterizaban por poseer ventanas temporales y anteorbitales superiores reducidas; el diente canino inferior, similar a Sphenosuchia en la hendidura entre el maxilar y el premaxilar. El basioccipital es más grande que el basiesfenoide y un contacto ventral extenso entre el cuadrado y basiesfenoides, pterigoideo neumático, paladar secundario bien desarrollado, los cóndilos del cuadrado que apenas sobresalen más allá del margen posterior de la base del cráneo, y carencia del proceso retroarticular. Los parietales están fundidos, postorbital y postfrontal con una osificación simple. El esqueleto postcraneal son similares a un Crocodylia excepto las vértebras anficelas.

## Clasificación
Sereno et al. los clasificó como el clado más inclusivo que contiene a Protosuchus richardsoni (Brown 1933) pero no a Crocodylus niloticus (Laurenti, 1768). El más antiguo es Hemiprotosuchus, de hace 217 millones de años en el Noriense y los más recientes son del Cretácico de  Asia.
Los análisis filogenéticos recientes no han apoyado a Protosuchia como un grupo natural. Sin embargo, dos estudios encontraron el clado del Triásico Superior- Jurásico Inferior formado por:
- Orthosuchus
- Protosuchus
- Hemiprotosuchus
- Edentosuchus

Ambos estudios también encontraron el clado más estrechamente vinculada a Hsisosuchus y Mesoeucrocodylia del Jurásico Superior-Cretácico Superior: 
- Zosuchus
- Sichuanosuchus
- Shantungosuchus
- Neuquensuchus

Sin embargo, otros posibles protosuquios de finales del  Cretáceo de China y Mongolia, Gobiosuchidae (Gobiosuchus y Zaraasuchus), se han encontrado intermedios entre estos dos clados, o a los miembros del clado Sichuanosuchus.